# Felkiáltójeles földibagoly

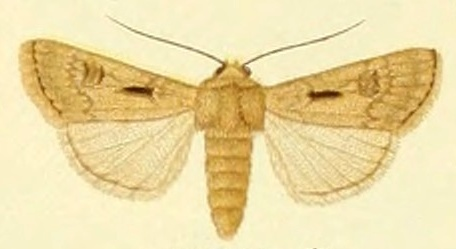
Hím

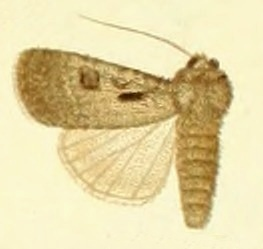
Nőstény

A felkiáltójeles földibagoly (Agrotis exclamationis) a rovarok (Insecta) osztályának a lepkék (Lepidoptera) rendjéhez, ezen belül a bagolylepkefélék (Noctuidae) családjához tartozó faj.

## Elterjedése
Európában elterjedt faj, a termesztett növények egyik kártevője.

## Megjelenése
A lepke szárnyfesztávolsága 35–44 mm. Első szárnyainak színe változhat egészen a halványtól a sötét barnáig, de mindig felismerhető a sajátosan alakú sötét stigmáról: a felkiáltó jelről. A hátsó szárnya fehéres, ebben különbözik a többi Agrotis fajtól.

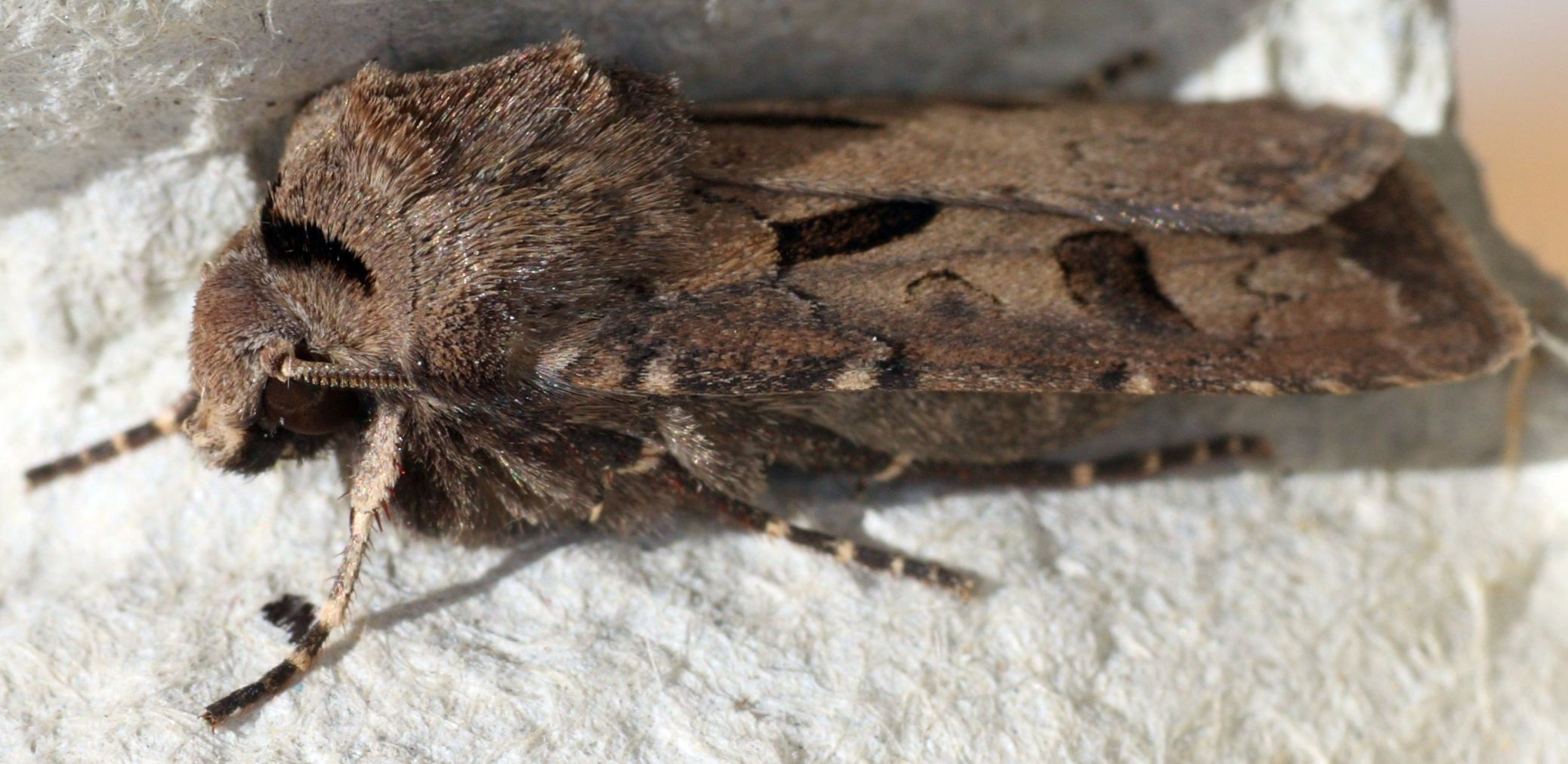
Profil
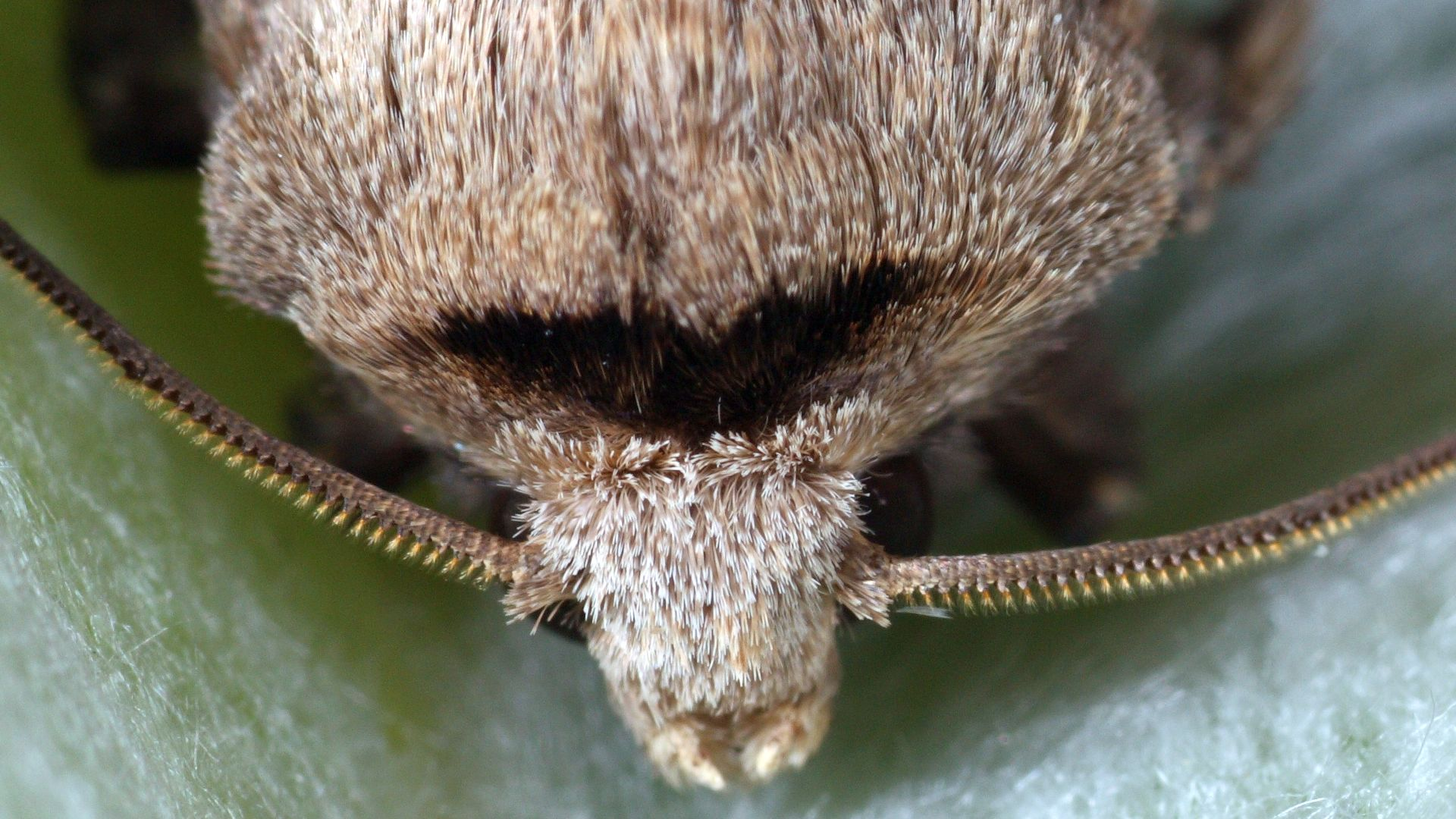
Első márka
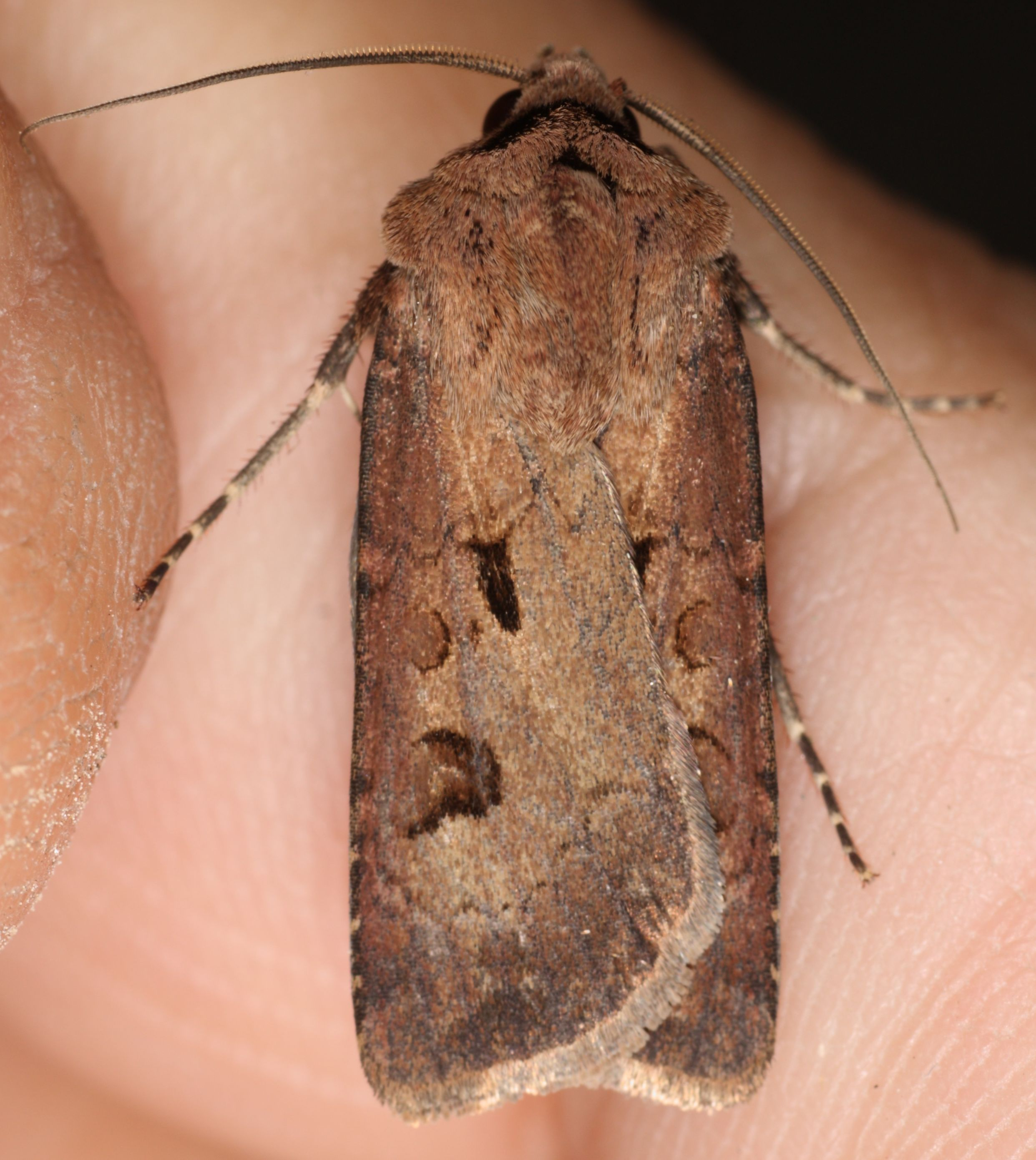
Színvariáció

## Életmódja
- nemzedék: két nemzedéke van, májustól júliusig rajzik. A kifejlett lárva egy üregben a talajban telel át.
- hernyók tápnövényei: termesztett növények Brassica oleracea, Chenopodium, Lactuca, Polygonum, Rumex, Spinacia, Trifolium, Zea.

## Fordítás
- Ez a szócikk részben vagy egészben  a   Heart and Dart című angol Wikipédia-szócikk fordításán alapul.  Az eredeti cikk szerkesztőit annak laptörténete sorolja fel. Ez a jelzés csupán a megfogalmazás eredetét és a szerzői jogokat jelzi, nem szolgál a cikkben szereplő információk forrásmegjelöléseként.